# Sinduaji
Sinduaji is een bestuurslaag in het regentschap Banjarnegara van de provincie Midden-Java, Indonesië. Sinduaji telt 1547 inwoners (volkstelling 2010).